# Coronopapilla
Coronopapilla — рід грибів родини Zopfiaceae. Назва вперше опублікована 1990 року.

## Класифікація
До роду Coronopapilla відносять 2 види:
- Coronopapilla avellina
- Coronopapilla mangrovei